# Vive el verano
Vive el verano è una canzone della cantante messicana Paulina Rubio, estratta come singolo dall'album Paulina nel luglio del 2001. Il singolo ha avuto un ottimo successo nell'estate di quell'anno, raggiungendo anche la prima posizione della classifica spagnola Los 40 Principales.
La canzone è stata scritta da Richard Daniel Roman e Ignacio Ballesteros.

## Classifica
| Classifiche (2001)                     | Posizione raggiunta |
| -------------------------------------- | ------------------- |
| Classifica spagnola                    | 11                  |
| Classifica spagnola Los 40 Principales | 1                   |
| Classifica italiana                    | 22                  |